# Словачка инвазија Пољске
Словачка инвазија Пољске догодила се током инвазије Пољске од стране нацистичке Немачке у септембру 1939. Недавно створена Словачка Република придружила се нападу, а војна групација "Бернолак" дала је преко 50.000 војника у три дивизије. Пошто је већина пољских снага била ангажована са немачком војском, која се налазила северније од јужне границе, словачка инвазија наишла је на слаб отпор и претрпела је минималне губитке.

## Околности
14. марта 1939. године основана је Словачка држава као држава подређена Немачкој, која је иницирала распад Чехословачке. 2. новембра 1938. године јужно-словачки део Чехословачке који је углавном био са мађарским становништвом (Словачка је била део Краљевине Угарске), Краљевска мађарска војска је узела као резултат споразума Прве бечке награде склопљеног у Бечу.
Званични политички изговор за учешће Словака у пољској кампањи било је мало спорно подручје на пољско-словачкој граници. Пољска је присвојила то подручје 1. октобра 1938. године након Минхенског споразума из претходног месеца. Поред тога, неки пољски политичари подржали су Мађарску у њеном настојању да прикључи подручја која су углавном насељавали Мађари.
Током тајних разговора са Немцима 20. и 21. јула 1939. године, словачка влада се сложила да учествује у планираном немачком нападу на Пољску и да дозволи Немачкој да користи словачку територију као полигон за постављање немачких трупа. Словачка је 26. августа мобилисала своје оружане снаге и основала нову пољску војску под кодним именом „Бернолак“ са 51.306 војника. Поред тога, позвано је 160.000 резервиста, са 115.000 који су ступили у службу до 20. септембра 1939.

## Бојни поредак
Групу армије "Бернолак" предводио је словачки министар одбране Фердинанд Чатлош, а првобитно седиште имала је у Спишска Нова Весу, мада је након 8. септембра премештена у Соливар код Прешова. Састојала се од:
- 1. пешадијске дивизије „Јаношик“, коју је предводио Антон Пуланич у сектору Спишска Нова Вес - Прешов.
- 2. пешадијске дивизије „Шкултети“, коју је предводио Александар Чундерлик у сектору Брезно - Попрад.
- 3. пешадијске дивизије „Разус“, коју је предводио Аугустин Малар у сектору источно од Високих Татра.
- Моторизоване јединице „Калинчиак“ која је створена 5. септембра, али је операција завршена пре него што је стигла на фронт.

Група је била део немачке Групе армија Југ; била је потчињена 14. армији, коју је предводио Вилхелм Лист; и допринела је 14. армији са укупно пет пешадијских дивизија, три планинске дивизије, две панцерске дивизије и једној дивизији Луфтвафе. Задаци групе "Бернолак" били су да спречи упад Пољске у Словачку и да подржи немачке трупе.
Супротставила им се пољска армија Карпати (Карпатска армија), која се састојала углавном од пешадијских јединица са мало лагане артиљеријске подршке и без тенкова.

## Офанзива
Напад је започео без формалне објаве рата 1. септембра 1939. у 5:00. 1. дивизија заузела је село Јаворина и град Закопане и наставила према Новом Таргу да би заштитила немачку 2. планинску дивизију са леве стране. ‍:50 4. и 5. септембра ангажовала се у борбама са редовним јединицама војске Пољске. 7. септембра дивизија је зауставила напредовање 30 км унутар пољске територије. Касније је дивизија повучена, а један батаљон је остао до 29. септембра да заузме Закопане, Јургов и Јаворину.
2. дивизија је држана у резерви и учествовала је само у операцијама чишћења у чему ју је подржавала група Калинчиак. 3. дивизија је морала да заштити 170 км словачке границе између Старе Љубовне и границе са Мађарском. Борила се у мањим окршајима, а након неколико дана преселила се на пољску територију и напредовање завршила 11. септембра.
Две или три словачке ваздухопловне ескадриле (кодног имена Ľalia) коришћене су за извиђање, бомбардовање и блиску подршку немачким ловцима. Изгубљена су два словачка авиона (један у противавионској ватри, други у случајном паду), а један пољски авион је оборен. Укупни словачки губици током кампање износили су 37 мртвих, 114 рањених и 11 несталих.

## Последице
Све словачке јединице повучене су до краја септембра 1939. Дана 5. октобра, победничка војна парада је одржана у Попраду. Мобилисане јединице су постепено демобилисане, а Армијска група "Бернолак" је распуштена 7. октобра.
Словачка војска одвела је у Пољску око 1.350 цивилних затвореника. У фебруару 1940. око 1.200 њих предато је Немцима, а део остатка Совјетима. Остали су држани у словачком логору у Лешту.
Сва спорна територија, било у Пољској од 1920. или само од 1938. године, дата је Словачкој, што је потврђено словачком парламентарном резолуцијом 22. децембра 1939. Тај аранжман трајао је до 20. маја 1945. године, када је гранична линија враћена на положај из 1920. године. Будући да је рат започет без формалне објаве рата и да више није било пољских ратних заробљеника у Словачкој, није постојао формални мировни уговор између Пољске и Словачке.

## Галерија
- Словачка инвазија Пољске 1939
- Весели немачки и словачки војници позирају са украјинским цивилима у Пољској 1939
- Немачки делови словачке војске придружили су се прославама победе након словачке инвазије на Пољску
- Александар Мах честита словачким војницима одликованим за инвазију на Пољску
- Историјска мапа Словачке републике (1939-1945)